# Колташі
Колташі́ (рос. Колташи) — присілок у складі Режівського міського округу Свердловської області.
Населення — 135 осіб (2010, 112 у 2002).
Національний склад станом на 2002 рік: росіяни — 96 %.